# Porto di Sant'Erasmo (Palermo)
Il porto di Sant'Erasmo è un porto di Palermo.

## Posizione
Il porto si trova a poca distanza dal centro storico di Palermo.